# リチャード・パケナム

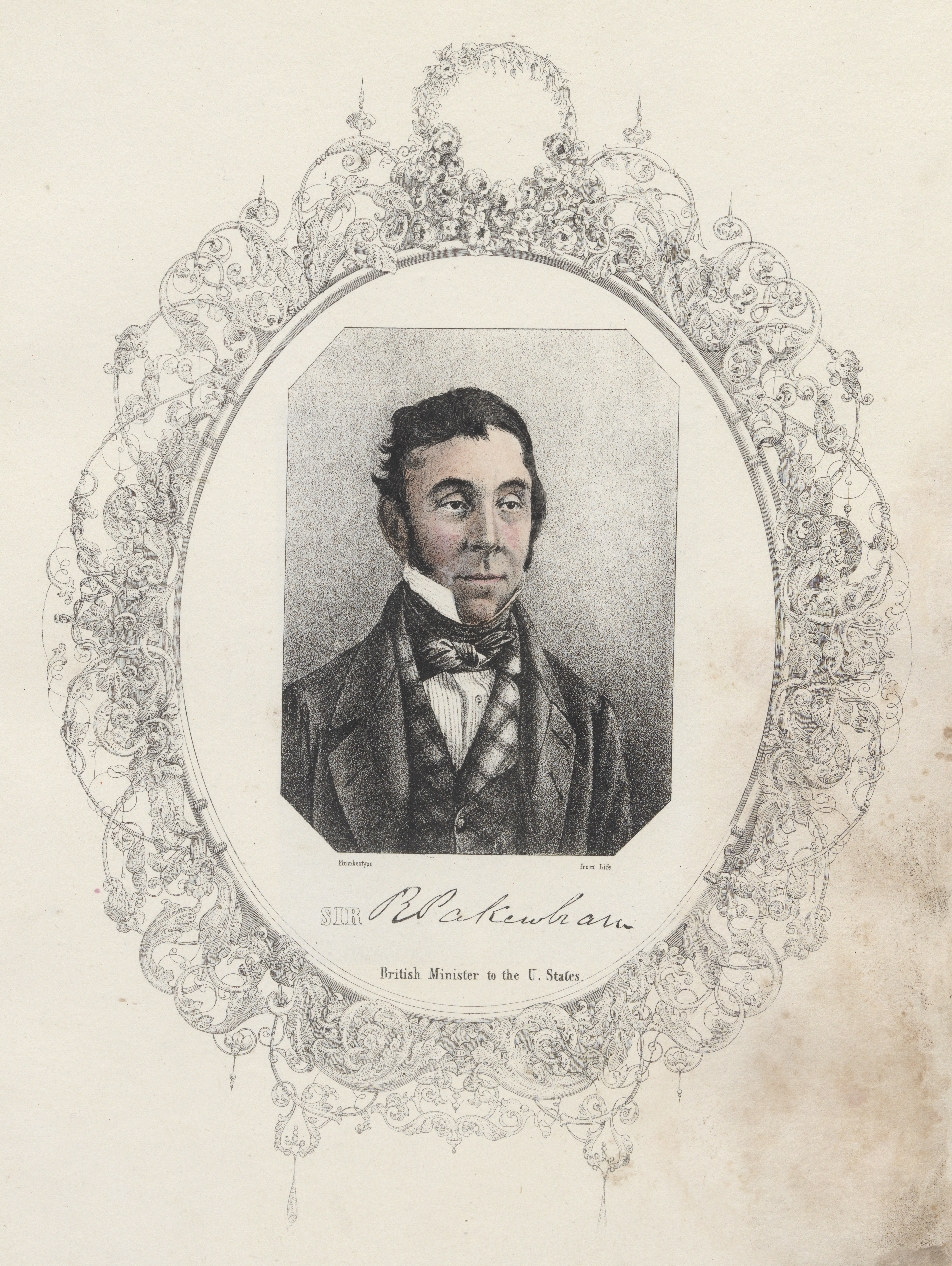
ジョン・プランブによる肖像画、1847年。

サー・リチャード・パケナム（Sir Richard Pakenham KCB PC、1797年5月19日 – 1868年10月30日）は、イギリスの外交官。ロングフォード伯爵家の出身で、メキシコ共和国、アメリカ合衆国、ポルトガル王国駐在公使を歴任した。メキシコでは奴隷貿易廃止をめぐる交渉や菓子戦争の調停、アメリカではオレゴン境界紛争の交渉を行い、1846年にオレゴン条約を締結した。

## 生涯

### 外交官になる
サー・トマス・パケナム（1757年9月29日 – 1836年2月2日）と妻ルイーザ（ジョン・ステイプルズの娘）の五男として、1797年5月19日にウェストミーズ県パケナム・ホールで生まれた。父は初代ロングフォード男爵トマス・パケナムと初代ロングフォード女伯爵エリザベス・パケナムの三男で、イギリス海軍の軍人として赤色大将まで昇進した人物である。
パケナムはダブリン大学トリニティ・カレッジで教育を受けたが、学位を修得せず、外交官への進路を選択した。1817年10月15日、第2代クランカーティ伯爵リチャード・トレンチのアタッシェとしてイギリス外務省に入省し、デン・ハーグに赴任した。クランカーティ伯爵は在ネーデルラント連合王国イギリス公使を務めており、パケナムの母の妹の夫にあたる。その後、1824年1月26日に在スイス公使館の書記に任命され、1826年12月29日に在メキシコ合衆国公使館の書記に昇進した。スイスではベルンに駐在し、1825年1月29日から1826年4月21日まで代理公使（chargés d'affaires）を務めた。

### 在メキシコ公使
パケナムは1827年4月11日にメキシコに到着し、4月18日にメキシコ大統領に信任状を奉呈した。このときより代理公使を務め、1835年3月12日付の信任状で在メキシコ特命全権公使に昇格した。
パケナムはスペイン語を完璧に話し、メキシコ風の服を着て、メキシコの政府、外交官、実業界から歓迎された。もっとも、この時代のメキシコは相次ぐ革命により政情不安が続き、イギリスとメキシコの関係は主に通商、金融に限られていた。そのため、パケナムは公使として通商、金融関連の事務に取り掛かったほか、1838年のベラクルスの戦いにより勃発した七月王政とメキシコ共和国の間の菓子戦争の調停（1839年に協定締結）、1836年のテキサス革命によりメキシコから独立したテキサス共和国とメキシコの間の調停に努めた。
他国との調停のほか、メキシコと奴隷貿易廃止をめぐる交渉を行い、メキシコは臨検権について難色を示したが、結局4年間の交渉を経て1841年に条約を締結した。
1843年3月24日に休暇をとってメキシコを発ち、同年11月15日に本国から召還命令を受けたためメキシコに戻らなかった。

### 在アメリカ合衆国公使
1843年12月13日、枢密顧問官に任命された。その翌日（12月14日）に在アメリカ合衆国イギリス特命全権公使としての信任状を得て、1844年2月19日にワシントンD.C.に到着、21日に信任状を奉呈した。
この時代の英米関係はそれほど良好ではなく、パケナムは就任にあたりテキサス共和国問題とオレゴン境界紛争に直面した。テキサスをめぐり、アメリカ合衆国国務長官ジョン・C・カルフーンはイギリスがテキサスにおける奴隷制度廃止を推進して、アメリカのテキサスにおける影響力を弱体化させようとしていると主張した。パケナムはカルフーンと文通して論戦し、カルフーンが奴隷制度を擁護した一方、パケナムが論争を避けようと努めたことで、1845年にテキサス共和国が米国に併合されたとき、イギリスが非難されることは避けられた。
オレゴン境界紛争をめぐる交渉では米国からの提案をその場で断って、交渉を一時中断されるミスを犯し、パケナムが自身の外交官としての能力を疑うきっかけとなった。外務大臣アバディーン伯爵ははじめパケナムを叱責したが、パケナムが自信を失って、召還を求めるようになると、アバディーン伯爵はパケナムを慰留した。その後、パケナムはなんとか交渉に成功し、オレゴン条約が1846年に締結された。
1847年5月21日に休暇をとってワシントンD.C.を離れ、1849年4月ごろに正式に公使を退任した。これによりパケナムは外務省から退職したが、外務省から再入省を求められ、パケナムはこの申し出を受けた。また1848年4月27日にバス勲章ナイト・コマンダーを授与された

### 晩年
1851年4月28日に在ポルトガル特命全権公使としての信任状を得て、同年6月15日にリスボンに到着した後、6月17日に信任状を奉呈した。ポルトガル王国でもすぐに王家の信用を得た。
1855年5月に休暇をとって帰国し、6月28日に年金を受け取って退職した。しかしその直後の8月7日に再びリスボンに派遣され、国王ペドロ5世の成人を祝った（10月に帰国）。
帰国後はウェストミーズ県カースルポラードに引退し、1868年10月30日に生涯未婚のまま死去した（『オックスフォード英国人名事典』では死亡日が不確かで、10月28日である可能性が最も高いとした）。